# Cerkiew i klasztor Bazylianów w Buczaczu
Cerkiew Podwyższenia Krzyża Świętego i klasztor Bazylianów w Buczaczu pw. Podwyższenia Krzyża Pańskiego – czynny greckokatolicki klasztor w Buczaczu, ufundowany w 1712, zamknięty w 1946 i otwarty ponownie w 1991.

## Historia
Fundatorem klasztoru bazyliańskiego był Stefan Aleksander Potocki (wraz z żoną Joanną, córką Mikołaja Hieronima Sieniawskiego), który pragnął w ten sposób sprowadzić do swoich dóbr dobrze wykształconych unickich zakonników. Majątek dla sprowadzonych z Litwy mnichów przekazał Mikołaj Bazyli Potocki. Dwa lata po wystawieniu dokumentów fundacyjnych, w 1714, katolicka diecezja lwowska przekazała bazylianom kościół św. Krzyża w Buczaczu, początkowo tymczasowo, zaś w 1747 - na stałe. W latach 1750–1770 (według innego źródła w latach 1765-1771) trwała natomiast budowa unickiej cerkwi klasztornej pod wezwaniem Podwyższenia Krzyża Świętego, według projektu Jana Gotfryda Hoffmanna. Klasztor, chociaż znajdował się na terytorium Korony, a od 1743 także na terenie prowincji polskiej bazylianów, pozostawał podporządkowany prowincji litewskiej, z której przybyli pierwsi mnisi.
Zakonnicy zajmowali się prowadzenie placówek oświatowych – początkowo szkoły (czyli kolegium bazyliańskie) z internatem dla dzieci z ubogich rodzin, następnie seminarium, gimnazjum i wreszcie instytutu misyjnego św. Jozafata Kuncewicza, który działał z przerwami do 1944. Dwa lata później władze radzieckie zmusiły bazylianów do opuszczenia klasztoru.
Zmarły w r. 1810 posiadacz wsi Żyźnomierz Daniel Łaski zapisał monasterowi swój znakomity księgozbiór. Ks. kanonik, dziedzic Buczacza hr. Paweł Potocki 16 sierpnia 1816 roku zapisał monasterowi na wieczne czasy pola ornego 22 morgów i 1358 sążni.
Reaktywacja klasztoru miała miejsce w 1991, rok później rozpoczęto prace konserwatorskie w zniszczonym kompleksie klasztornym. Od 1995 mnisi ponownie zajmują się pracą w szkolnictwie, prowadzą liceum historyczno-filozoficzne (ob. kolegium) św. Jozafata.

## Architektura, wystrój
Cerkiew klasztorna w bazyliańskim kompleksie została wzniesiona na planie krzyża typowym dla architektury sakralnej wschodniego chrześcijaństwa w regionie. Równocześnie jednak w jej konstrukcji pojawiają się elementy typowe dla sztuki Kościoła rzymskokatolickiego w Wielkim Księstwie Litewskim. Takim elementem jest przede wszystkim dwuwieżowa elewacja frontowa. Historycy sztuki uważają, że dwoisty charakter architektury świątyni wynikał z wykonania projektu klasztoru w Wielkim Księstwie Litewskim, skąd przybyli do Buczacza pierwsi bazylianie. Koncepcja zestawienia efektownej i dynamicznej fasady ze skromną bryłą cerkwi była wielokrotnie powtarzana w innych bazyliańskich klasztorach, nie zawsze jednak przynosiła tak dobre rezultaty artystyczne, jak w Buczaczu.
Do cerkwi klasztornej z dwóch stron przylegają budynek mieszkalny dla mnichów oraz budynek szkoły. Takie rozplanowanie budynków oświatowych i sakralnych bazylianie buczaccy najprawdopodobniej przejęli od rzymskokatolickich zakonów zajmujących się prowadzeniem szkół.
Wyposażenie świątyni bazyliańskiej w Buczaczu było początkowo silnie zlatynizowane (zgodnie z tendencjami w Kościele unickim po synodzie zamojskim w 1720). Jednak w II poł. XIX w., pod wpływem reformy zakonu bazylianów i dążeń metropolity Andrzeja Szeptyckiego do zachowania przez świątynie greckokatolickie wyraźnie ruskiego charakteru, zostało ono wymienione. Buczacka wspólnota traktowała zmianę wyposażenia nie tylko w kategoriach religijnych, ale i jako deklarację przynależności do narodu ukraińskiego.
Marcin Twardowski, znany jako "snycerz mikuliniecki", wykonał dla cerkwi tabernakulum i konfesjonały w latach 1771-1772.